# Jacksonville Icemen
Jacksonville Icemen är ett amerikanskt professionellt ishockeylag som spelar i den nordamerikanska ishockeyligan ECHL sedan 2017. Laget har dock sitt ursprung från när Muskegon Fury anslöt sig till Colonial Hockey League 1992. 2008 bytte de namn till Muskegon Lumberjacks. Två år senare flyttades laget till Evansville i Indiana för att vara Evansville Icemen. 2015 meddelade Icemens ägare Ron Geary att man kunde inte komma överens om ett nytt leasingavtal av Ford Center med staden Evansville och parterna skulle gå skilda vägar. Staden fick ett nytt lag i Evansville Thunderbolts i Southern Professional Hockey League medan Icemen skulle flyttas till Owensboro i Kentucky. Det stötte dock på problem rörande arenan i Owensboro så Geary och ECHL anordnade att laget flyttades omgående till Jacksonville i Florida för att vara Jacksonville Icemen.
De spelar sina hemmamatcher i inomhusarenan Vystar Veterans Memorial Arena, som har en publikkapacitet på 13 141 åskådare. Icemen är samarbetspartner med Winnipeg Jets i National Hockey League (NHL) och Manitoba Moose i American Hockey League (AHL). De har ännu inte vunnit nån Kelly Cup, som är trofén till det lag som vinner ECHL:s slutspel.
Spelare som har spelat för dem är bland andra John Albert, Ken Appleby, Dylan Blujus, David Broll, Jacob Cederholm, Jansen Harkins, Kris Newbury och Kole Sherwood.